# Eurobonds
Eurobonds zijn obligaties waarvan de invoering is voorgesteld in het kader van de Europese staatsschuldencrisis, en die als voornaamste kenmerk zouden hebben dat ze zouden worden uitgegeven voor gezamenlijke rekening van de landen van de eurozone. Ze bestaan echter nog niet omdat er geen overeenstemming is binnen de eurogroep.
Deze vorm van eurobonds moet onderscheiden worden van de reeds langer bestaande obligaties die ook als "eurobond" worden aangeduid: leningen uitgegeven in een ander jurisdictie dan waar de uitgevende partij is gevestigd; bijvoorbeeld obligaties (ergens) in Europa uitgegeven door een Amerikaanse onderneming. Dit soort leningen is  al enkele decennia gemeengoed.

## Geschiedenis
Eurobonds werden voor het eerst voorgesteld in een rapport van de Brusselse denktank Bruegel, toen in een "getrapte" vorm: een deel van de totale staatsschuld zou op deze wijze (en dus voor de perifere landen) goedkoop gefinancierd kunnen worden, en het restant op de normale (voor perifere landen) duurdere wijze: hiermee zou het "moral hazard" beperkt worden. De Europese Commissie publiceerde in november 2011 een "green paper" waarin diverse mogelijkheden uiteengezet werden.
Vanaf eind 2011 werd door de perifere eurozonelidstaten steeds sterker aangedrongen op de invoering van eurobonds; met name de Duitse regering (doch ook Nederland en Finland) bleven tegenstander. Bij de informele eurotop van 23 mei 2012 bleken de tegenstellingen nog onverminderd aanwezig te zijn. Wel was, kort daarvoor, overeenstemming bereikt over een (in omvang beperkt) programma van het voor gezamenlijke rekening financieren van infrastructuurprojecten.

### Coronabonds

Standpunt van de nationale regeringen tegenover eurobonds in april 2020
Voor
Tegen
Neutraal of onbekend

Spaanse en Italiaanse leiders hebben gevraagd naar gemeenschappelijk uitgegeven "coronabonds" met het doel hun land te helpen bij de coronacrisis van 2020, om de epidemie te boven te komen. Coronabonds werden besproken op de Europese raad van 26 maart 2020, maar Duitsland en Nederland waren tegen de uitgave ervan. Christine Lagarde, hoofd van de Europese Centrale Bank, die meer dan 1 biljoen euro aan bonds wil aankopen als antwoord op de crisis, drong bij de EU aan op de uitgave van coronabonds.

### Juli 2020: doorbraak
Als onderdeel van de meerjarenbegroting van de EU werd, na vier etmalen onderhandelen, op 21 juli 2020 overeenstemming bereikt over schenkingen aan lidstaten van in totaal € 360 miljard (€ 312,5 miljard onder het Recovery and Resilience Facility programma, € 47,5 miljard onder het ReactEU programma), te financieren door het door de Europese Commissie uitgeven van obligaties, met looptijden tot 2058. De ontvangende lidstaten dienden hiervoor nationale herstelplannen op te stellen. Voor de financiering van de aflossing van deze leningen zouden voorstellen worden gedaan.

## Voor- en nadelen
De rente op Eurobonds zou het gemiddelde zijn van de tarieven die de individuele landen in de eurozone op eigen leningen moeten betalen, zodat landen met een slechte(re) rating een lagere rente dan op eigen leningen zouden betalen, en landen met een betere rating een hogere rente. Mogelijk zou zelfs, indien de kwaliteit van de beste debiteur doorslaggevend is, een lagere rente kunnen worden bedongen dan de gemiddelde rente. Het effect zou, aldus de voorstanders ervan, zijn dat de rentelasten van perifere eurozonelidstaten (zoals Portugal, Ierland, Italië en Spanje) in de loop der tijd sterk zouden dalen. Dit zou, aldus de voorstanders, opwegen tegen de hogere rentelasten van de kern eurozonelidstaten, met name Duitsland: die lidstaten zouden anders, op welke wijze dan ook, geconfronteerd worden met de gevolgen van een voortduren van de staatsschuldencrisis.
Tegenstanders wijzen er op dat de invoering van eurobonds zou kunnen leiden tot een verminderen van de urgentie ten aanzien van het doorvoeren van bezuinigingen en structurele hervormingen in de perifere lidstaten. Er zou een vorm van "fiscale subsidiëring" plaatsvinden op kosten van de belastingbetalers in de "core" lidstaten. Indien eurobonds zouden worden ingevoerd, aldus de tegenstanders, dan zou dit eerst moeten plaatsvinden indien dit gecombineerd wordt met een (vergaande) mate van overdracht van bevoegdheden op het gebied van de overheidsbegroting en -uitgaven van alle eurozonelidstaten. Eurobonds zouden dan als "sluitstuk" van een dergelijk proces kunnen worden ingevoerd.

## Emissie eurozone-bonds oktober 2020
In april 2020 besloot de Europese Commissie tot het oprichten van een fonds voor het verminderen van werkloosheidsrisico (Support to mitigate Unemployment Risks in an Emergency, alias SURE) als gevolg van de coronacrisis. Op diverse tijdstippen werd onder dit programma tot en met mei 2021 € 89,6 miljard aan lidstaten geleend onder gunstige voorwaarden ("favourable terms"). De financiering hiervan vond plaats door het uitgeven van leningen ten laste van de EU. Op 20 oktober 2020 vond de eerste uitgifte plaats van de gemeenschappelijke eurozone-obligaties. Voor € 17 miljard aan leningen met een looptijd van 10 en 20 jaar bleek een zeer grote belangstelling te bestaan: er werd voor € 233 miljard ingeschreven, wat een historisch record was. Latere emissies konden eveneens zonder problemen geplaatst worden, hoewel de laatste tranche "concurrentie ondervond" van de komst van leningen ter financiering van het NextGenerationEU-herstelplan, waarvoor € 750 miljard geleend zou moeten worden.  Op 15 juni 2021 emitteerde de EU € 20 miljard tienjarige obligaties. Beleggers hadden voor € 142 miljard ingeschreven.